# Alianza PAIS
Alianza PAIS: Patria Altiva I Soberana (Svenska: Alliansen för ett Stolt och Självständigt Faderland) är en ecuadoriansk politisk koalition som samlar allt från vänsterradikaler till vänsterliberaler. Alliansen leds av förre presidenten Lenín Moreno och befann sig från 2007 till  2021 i regeringsställning. I valet 2009 vann Rafael Correa och Alianza PAIS en jordskredsseger i första omgången med 51,99% av rösterna, jämfört med 28,4% för den närmaste konkurrenten Felipe Mantilla och hans Partido Sociedad Patriótica 21 de Enero. Alianza PAIS använder parollen "Dale Patria" (Framåt Faderland). Dess partifärger är citrongul och havsblå.